# Tim Kister
Tim Kister (* 30. Dezember 1986 in Frankfurt am Main) ist ein ehemaliger deutscher Fußballspieler. Er ist Rechtsfüßer und wird vorzugsweise auf der Position des Innenverteidigers eingesetzt. Er spielte zuletzt für den SV Sandhausen.

## Karriere
Tim Kister begann beim Frankfurter Stadtteilverein SpVgg. 05 Oberrad mit dem Fußballspielen und spielte dort auch mit der ersten Männermannschaft in der hessischen Landesliga Süd (heute: Verbandsliga Süd). Im Sommer 2007 wechselte er zum Stadtrivalen Rot-Weiss Frankfurt, der zum damaligen Zeitpunkt gerade in die Hessenliga aufgestiegen war.
Zur Saison 2010/11 verpflichtete der Drittligist Dynamo Dresden den Defensivakteur. Zu seinem ersten Pflichtspieleinsatz für die Elbestädter und damit auch zu seinem Debüt im Profibereich kam Kister am 24. Juli 2010 (1. Spieltag), als er bei der 1:2-Auswärtsniederlage gegen Eintracht Braunschweig in der 84. Spielminute für Jonas Strifler eingewechselt wurde. Beim 3:0-Heimsieg über den 1. FC Saarbrücken am 20. August desselben Jahres (5. Spieltag), erzielte er in seinem ersten Punktspiel für Dynamo über die volle Spielzeit mit seinem Treffer zum zwischenzeitlichen 2:0 in der 65. Minute sein erstes Tor im Profifußball. In den folgenden Spielen erkämpfte sich Kister – begünstigt durch eine langwierige Verletzung des etatmäßigen Innenverteidigers Florian Jungwirth aus der Vorsaison – einen Stammplatz, den er bis zur Rückrunde behielt, bis er selbst verletzungsbedingt für längere Zeit ausfiel. Am Saisonende stieg Dynamo Dresden in die 2. Bundesliga auf, Kisters Vertrag wurde jedoch nicht verlängert.
Daraufhin wechselte er zur Saison 2011/12 zum Drittligisten VfR Aalen. Unter Trainer Ralph Hasenhüttl wurde Kister neben Jürgen Mössmer als Stammkraft in der Innenverteidigung der Schwarz-Weißen eingesetzt. Auch mit den Aalenern stand Kister am Saisonende auf einem Aufstiegsplatz. Am ersten Spieltag der Saison 2012/13 gab er im Dress der Ostalbstädter sein Debüt in der 2. Bundesliga. Zur Saison 2013/14 wechselte Kister zum Zweitligisten SV Sandhausen. Aufgrund mehrerer Verletzungen, unter anderem brach er sich zweimal die Hand und erlitt einen Bänderriss im Knöchel, konnte er sich in seinem ersten Jahr beim SVS keinen Stammplatz erkämpfen. Nachdem ihm dies in den Folgejahren gelang, verlängerte er im Juni 2017 seinen auslaufenden Vertrag bis zum Sommer 2019, verbunden mit der Option auf ein weiteres Jahr.

## Privates
Kister ist seit 2012 mit Yvonne Schröder, der Zweitplatzierten der ersten Staffel von Germany’s Next Topmodel, verheiratet und hat mit ihr drei Kinder.

## Erfolge
- 2011: Aufstieg in die 2. Bundesliga mit Dynamo Dresden
- 2012: Aufstieg in die 2. Bundesliga mit dem VfR Aalen